# Saison 3 de Malcolm
Chronologie
Saison 2 de Malcolm Saison 4 de Malcolm
Cet article présente le guide des épisodes de la troisième saison de la série télévisée Malcolm.

## Distribution

### Acteurs principaux
- Frankie Muniz (VF : Brice Ournac) : Malcolm
- Jane Kaczmarek (VF : Marion Game) : Loïs
- Bryan Cranston (VF : Jean-Louis Faure) : Hal
- Christopher Kennedy Masterson (VF : Cédric Dumond) : Francis
- Justin Berfield (VF :  Donald Reignoux) : Reese
- Erik Per Sullivan (VF : Yann Peyroux) : Dewey

## Épisodes

### Épisode 1:Tout le monde sur le pont
- États-Unis : 11 novembre 2001 sur FOX
- France : 11 septembre 2003 sur M6

- États-Unis : 17,4 millions de téléspectateurs
- France : 8,9 millions de téléspectateurs

### Épisode 2:Émancipation
- États-Unis : 14 novembre 2001 sur FOX
- France : 12 septembre 2003 sur M6

- États-Unis : 16,8 millions de téléspectateurs
- France : 8,1 millions de téléspectateurs

- Chris Eigeman (Mr. Herkabe)
- Craig Lamar Traylor (Stevie)
- Daniel Von Bargen (Spangler)

### Épisode 3:Feux d'artifice
Pour les articles homonymes, voir Feu d'artifice (homonymie).
- États-Unis : 18 novembre 2001 sur FOX
- France : 15 septembre 2003 sur M6

- États-Unis : 15,5 millions de téléspectateurs
- France : 5,8 millions de téléspectateurs

### Épisode 4:La Petite Amie
- États-Unis : 28 novembre 2001 sur FOX
- France : 16 septembre 2003 sur M6

- États-Unis : 16,2 millions de téléspectateurs
- France : 6,2 millions de téléspectateurs

- Cristine Rose (Mrs. Demarco)
- Colin Ferguson (Brock)

Malcolm a une première petite amie...

### Épisode 5:Bonnes Œuvres
- États-Unis : 2 décembre 2001 sur FOX
- France : 17 septembre 2003 sur M6

- États-Unis : 14,8 millions de téléspectateurs
- France : 6,8 millions de téléspectateurs

Loïs laisse le choix à ses trois garçons : travailler pour les personnes âgées, ou pour les plus démunis. 

### Épisode 6:Sueurs froides
- États-Unis : 9 décembre 2001 sur FOX
- France : 18 septembre 2003 sur M6

- États-Unis : 15 millions de téléspectateurs
- France : 5,7 millions de téléspectateurs

### Épisode 7:Chantage de Noël
- États-Unis : 16 décembre 2001 sur FOX
- France : 19 septembre 2003 sur M6

- États-Unis : 12,6 millions de téléspectateurs
- France : 7,2 millions de téléspectateurs

### Épisode 8:Poker
- États-Unis : 6 janvier 2002 sur FOX
- France : 22 septembre 2003 sur M6

- États-Unis : 13,3 millions de téléspectateurs
- France : 6,4 millions de téléspectateurs

Abe invite Hal au poker, mais il finit par perdre et accuse Abe de triche. Reese accompagne Loïs à un cours de danse et gagne de l'argent en dansant avec de vieilles dames. Dewey le filme. Francis doit tenir une semaine coincé dans une cabane à cause d'une tempête de neige, oú la seule distraction est une cordelette qui finit par rendre tout le monde fou. Malcolm et Stevie rivalisent avec des projets scientifiques.
- Anecdote : Bernard, le hamster de l'école de Dewey, fait une apparition éclair.

### Épisode 9:Le Poisson rouge
- États-Unis : 20 janvier 2002 sur FOX
- France : 23 septembre 2003 sur M6

- États-Unis : 12,2 millions de téléspectateurs
- France : 7,6 millions de téléspectateurs

### Épisode 10:Sexy Loïs
- États-Unis : 27 janvier 2002 sur FOX
- France : 24 septembre 2003 sur M6

- États-Unis : 12,4 millions de téléspectateurs
- France : 6 millions de téléspectateurs

### Épisode 11:Pique-nique fatal [1/2]
- États-Unis : 3 février 2002 sur FOX
- France : 25 septembre 2003 sur M6

- États-Unis : 11,9 millions de téléspectateurs
- France : 5,5 millions de téléspectateurs

### Épisode 12:Pique-nique fatal [2/2]
- États-Unis : 3 février 2002 sur FOX
- France : 26 septembre 2003 sur M6

- États-Unis : 13,6 millions de téléspectateurs
- France : 7,1 millions de téléspectateurs

### Épisode 13:Le Fou du volant
- États-Unis : 10 février 2002 sur FOX
- France : 29 septembre 2003 sur M6

- États-Unis : 12,8 millions de téléspectateurs
- France : 6,3 millions de téléspectateurs

Reese a enfin l'âge de passer son permis, mais une des lycéennes, Jackie, n'arrête pas de prendre son tour. Il se plaint auprès du professeur, qui s'en désintéresse. Reese, à bout, kidnappe Jackie et s'enfuit en voiture.  Pendant ce temps chez Craig, Malcolm l'aide à monter le meilleur équipement en home cinéma et se rend compte qu'il apprécie. En Alaska, Francis a cassé le toit de la maison où il travaille. Il se sert alors des  ouvriers pour leur promettre des services en échange d'une réparation du toit. Malcolm voit son frère à la télévision et cesse de guider Craig qui tombe de son toit et se blesse. Pendant ce temps, Francis est démasqué par les autres ouvriers. Alors que la famille se rend à l'audience de Reese, Hal est gêné de ne pas avoir pu aider Craig davantage.
- Anecdote : Bernard, le hamster de l'école de Dewey, fait une apparition éclair.

### Épisode 14:Confessions intimes
- États-Unis : 17 février 2002 sur FOX
- France : 30 septembre 2003 sur M6

- États-Unis : 12,5 millions de téléspectateurs
- France : 6,7 millions de téléspectateurs

### Épisode 15:La Grosse Surprise!
- États-Unis : 3 mars 2002 sur FOX
- France : 1er octobre 2003 sur M6

- États-Unis : 12 millions de téléspectateurs
- France : 5,6 millions de téléspectateurs

- Emy Coligado (Piama)
- Wayne Wilderson (Le réceptionniste)
- Jim Meskimen (Le serveur)

C'est l'anniversaire de Hal ! Comme cadeau, Loïs lui offre la visite de Francis. Mais celui-ci présente son épouse, Piama. Mécontente de ce choix, Loïs pique encore une crise contre Francis et Piama. En colère de ne pas être écoutés, Malcolm, Reese et Dewey décident d'aller habiter à l'hôtel.
- Anecdote : Bernard, le hamster de l'école de Dewey, fait une apparition éclair.

### Épisode 16:L'Entraîneur
- États-Unis : 10 mars 2002 sur FOX
- France : 2 octobre 2003 sur M6

- États-Unis : 10,2 millions de téléspectateurs
- France : 6,9 millions de téléspectateurs

### Épisode 17:Une vie de chien
- États-Unis : 7 avril 2002 sur FOX
- France : 3 octobre 2003 sur M6

- États-Unis : 12 millions de téléspectateurs
- France : 5 millions de téléspectateurs

- Daniel von Bargen (Commandant Spangler)
- Eric Nenninger (Eric)
- David Anthony Higgins (Craig)

### Épisode 18:Poker II: La Revanche
- États-Unis : 21 avril 2002 sur FOX
- France : 6 octobre 2003 sur M6

- États-Unis : 11,7 millions de téléspectateurs
- France : 5,4 millions de téléspectateurs

### Épisode 19:Morceaux choisis
- États-Unis : 28 avril 2002 sur FOX
- France : 7 octobre 2003 sur M6

- États-Unis : 9,8 millions de téléspectateurs
- France : 6,2 millions de téléspectateurs

- Andy Richter (Dr. Kennedy)

### Épisode 20:Messieurs les jurés
- États-Unis : 1er mai 2002 sur FOX
- France : 8 octobre 2003 sur M6

- États-Unis : 5,9 millions de téléspectateurs
- France : 6,8 millions de téléspectateurs

- Ashley Tisdale

Lois est convoquée au tribunal comme jurée. Elle travaille sur une affaire pour laquelle elle ne peut divulguer aucune informations à ses proches. À la suite d'un quiproquo, Hal croit que Lois est jurée pour une affaire de meurtre. Il se passionne donc pour cette affaire et entraine Abe dans cette historie. Hal et Abe ne sont pas d'accord sur le coupable de ce procès et se retrouvent à faire des hypothèses plus aberrantes les unes que les autres.

### Épisode 21:Réactions en chaîne
- États-Unis : 5 mai 2002 sur FOX
- France : 9 octobre 2003 sur M6

- États-Unis : 10,9 millions de téléspectateurs
- France : 7,5 millions de téléspectateurs

### Épisode 22:Héros malgré lui
- États-Unis : 12 mai 2002 sur FOX
- France : 10 octobre 2003 sur M6

- États-Unis : 12,1 millions de téléspectateurs
- France : 6,5 millions de téléspectateurs